# Johannes Dantiscus
Johann von Höfen, dit Johannes Dantiscus (en polonais : Jan Dantyszek), né le 1er novembre 1485 à Dantzig et mort le 27 octobre 1548 à Heilsberg, est un poète, humaniste et diplomate polonais. Il fut archevêque de Varmie et secrétaire du roi Sigismond Ier de Pologne.

## Biographie
Johann von Höfen naît en 1485 dans une famille bourgeoise de Dantzig, d'où le nom latin de sa famille, Dantiscus (« originaire de Dantzig »). Sa mère Christina, née Schulz, est originaire de Putzig, tandis que son père Johann von Höfen, cordier et marchand de Varmie, s'est établi à Dantzig après la guerre de Trente Ans.
Johannes Dantiscus entame sa scolarité à l'école paroissiale de Graudenz, puis il s'inscrit à l'université de Greifswald et à l'Académie de Cracovie. Cependant, il interrompt ses études pour se mettre au service d'un sous-secrétaire du roi de Pologne Jean Ier Albert Jagellon, entamant ainsi une carrière diplomatique qui durera près de trente ans.
En 1501, Dantiscus entre au service du primat de Pologne et archevêque de Gniezno Jan Łaski, avec lequel il participe à une expédition militaire contre les Tatars et les Valaques. Devenu secrétaire du roi Jean Ier Albert en 1503, il représente la Couronne aux assemblées de la noblesse polonaise qui se tiennent en Prusse royale.
En tant qu'ambassadeur du roi de Pologne, il voyage en Europe et au Moyen-Orient, de l'Espagne à l'Arabie en passant par la Palestine. De retour en Prusse en 1513, il reprend son rôle de secrétaire de la Couronne et greffier des affaires prussiennes à la chancellerie du nouveau roi Sigismond Ier.
En 1515, Johannes Dantiscus participe au sommet dynastique de Vienne, auquel se rendent trois monarques : Sigismond Ier de Pologne, Vladislas II de Hongrie et Maximilien Ier du Saint-Empire. Après le congrès, Dantiscus reste à Vienne jusqu'en 1517 en tant qu'ambassadeur du roi de Pologne auprès de l'empereur. Il représente le roi également auprès de la république de Venise. Dans les années 1522-1523, Dantiscus effectue un grand tour des cours européennes, rendant visite, entre autres au roi de France François Ier, au roi d'Angleterre Henri VIII et à l'empereur Charles Quint, avec qui il discute de l'application des dispositions de la seconde paix de Thorn. Dix ans avant son ordination épiscopale, il devint en 1523 curé de l'église Sainte-Marie de Dantzig. En 1524, il accomplit une mission diplomatique au nom de la reine Bona et saisit la propriété et la principauté de Bari après la mort d'Isabelle de Naples.
En reconnaissance de son action diplomatique, le 13 mars 1525, le roi Sigismond le nomme ambassadeur polonais permanent à la cour impériale des Habsbourg. C'est le premier titre de ce type dans l'histoire de la Pologne. Dantiscus exerce cette fonction durant sept ans, se dévouant à la défense de la raison d'État polonais dans le dossier prussien. Il s’acquitte avec succès de toutes les formalités liées à la reprise de l'héritage italien d'Isabelle de Naples.
De retour en Pologne en 1532, Dantiscus se consacre à la vie ecclésiastique. Il est ordonné prêtre, et nommé évêque de Culm, puis, en 1537, évêque de Varmie. Il est actif dans le domaine culturel. Sa cour à Heilsberg devient un important centre scientifique et artistique. Il finance des bourses pour les étudiants pauvres. Nicolas Copernic est son médecin : le travail de l'astronome sur la trigonométrie plane et sphérique, publié en 1542 sous le titre De lateribus et angelis triangulorum, est préfacé par un poème de Dantiscus encourageant les jeunes à étudier cet ouvrage.
Dantiscus correspond avec Érasme de Rotterdam, Georg Sabinus, Thomas More et Philippe Mélanchthon. Ami d'Andreas Cricius, il connaît aussi personnellement Martin Luther, bien qu'il reste fidèle au catholicisme et combatte les idées luthériennes dominantes dans la Prusse royale. Il meurt en 1548 et est enterré à Frauenbourg.

## Œuvre poétique

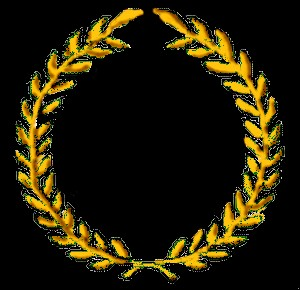
Poeta laureatus.

Johannes Dantiscus écrit des poèmes en latin et est le premier poète polonais célèbre dans toute l'Europe. Il reçoit le titre de poète lauré, la plus haute distinction littéraire de l'époque, des mains de l'empereur Maximilien Ier. Le monarque lui confère également le titre de docteur en droit. Son successeur, Charles Quint, frappe une médaille en son honneur et lui accorde un titre de noblesse espagnol.
Il débute par des poèmes de circonstances, comme des vers à l'occasion du mariage du roi Sigismond Ier avec Barbara Zápolya, puis avec Bona Sforza (1518). En 1518, il écrit un poème érotique, Ad Grinaeam, avec de nombreuses références à la mythologie, mais également à sa vie privée, dans le ton humaniste de l'époque. On lui connaît plusieurs épitaphes (dont celle de l'évêque Piotr Tomicki (pl)). Par la suite, Dantiscus s'essaie à la poésie moralisatrice, en particulier dans un poème de 1535 mettant en garde les habitants de Dantzig contre l'hérésie, Jonas propheta de interitu civitatis Gedanensis. L'année de sa mort parait Hymni aliquot ecclesiastici, un recueil d'hymnes et de chants religieux.
- (la) Ad Grinaeam, 1518
- (la) De nostrorum temporum calamitatibus, 1530
- (la) Victoria serenissimi Poloniae Regis…, 1531
- (la) Jonas propheta de interitu civitatis Gedanensis, 1535
- (la) Hymni aliquot ecclesiastici, 1548
- (la) Vita Joannis de Curiis Dantisci, l'œuvre n'a été publiée qu'à la fin du XVIIe siècle